# Tihău, Sălaj
Tihău (în maghiară Tihó) este un sat în comuna Surduc din județul Sălaj, Transilvania, România. Se află în partea central-estică a acestuia.

## Istorie
Prima atestare documentară a localității provine din anul 1560, când satul apare sub numele de Tihó.
Totuși, pe raza localității este atestată prezența unei fortificații de tip castru, cunoscută drept "cetatea lui Tuhutum". Castrul este situat pe un mic platou numit de localnici "Grădiște" sau "Cetate", platou ce se află în stânga Someșului, înainte de confluența acestuia cu Valea Almașului. Un amplu proces de prelevare a materialelor arheologice a fost demarat în 1958. Atunci au fost descoperite ceramică, țigle și cărămizi, arme, unelte, diverse obiecte, ștampile tegulare, monede, chiar și inscripții pe piatră.

## Demografie
Izvoarele istorice confirmă faptul că teritoriul localității este populat din timpuri străvechi. Din timpul perioadei romane este atestată existența castrului roman, precum și a altor fortificații ridicate pe înălțimile din jur (Dealul Hrăii etc.). Cercetările vechi au arătat, iar cele mai noi au confirmat ridicarea acestora de către unități auxiliare, precum Cohors I Cannanefatium. Retragerea aureliană nu a însemnat nici părăsirea acestor locuri decât de administrație, armată, pe când civilii care trăiau pe lângă castru au rămas, iar peste Someș erau dacii liberi. Atestarea documentară a satului în secolele XIV–XVI nu conduce la concluzia că neapărat atunci a fost înființat satul, ci, mai mult ca sigur, mult mai devreme.
La recensământul populației din 18 martie 2002 populația localității Tihău se cifra la 1.080 locuitori, 528 de sex masculin și 552 de sex feminin.